# 堺東駅
堺東駅（さかいひがしえき）は、大阪府堺市堺区三国ヶ丘御幸通にある、南海電気鉄道高野線の駅。駅番号はNK56。

## 概要
特急「泉北ライナー」を除く全ての営業列車が停車し、準急行は当駅以南各駅に停車する。従来は構内の信号設備の関係上回送も含めすべての列車が停車していた。上りの初電は当駅が始発である。また当駅以北に滞泊設備がないことから、上りの終電は南海線の堺駅よりも1時間程度早い。
急行などの通過運転を行う種別と各駅停車が緩急接続を行う。
堺市役所の最寄り駅であり、堺市を代表する主要駅の1つと位置付けられている。

## 歴史
1898年に高野鉄道（社長松方幸次郎）が高野鉄道の起点として開業した、現在の高野線の最古の駅の一つである。大小路橋の東方に位置することから、開業時の駅名は大小路だった。大小路橋は、高野線と併走する西高野街道や日本最古の官道である竹内街道に接続する堺市街の東玄関で、1900年に現在の駅名に改称された。
堺市街から東へ外れ、駅周辺も1920年まで堺市域ではなく、堺駅・龍神駅に比べて見劣りのする駅だった。しかし、1944年の堺市役所移転、さらには1945年の堺大空襲以降、当駅西側に中心業務地区が移動。現在も利用者数で堺駅を大きく上回っている。

### 年表
- 1898年（明治31年）1月30日：高野鉄道開業と同時に、その起点である大小路駅として設置。
- 1900年（明治33年）9月3日：当駅から道頓堀駅（現・汐見橋駅）まで延伸、途中駅となる。同月中に駅名を堺駅、さらに堺東駅とする[6][7]。
- 1907年（明治40年）11月15日：会社合併により高野登山鉄道の駅となる。
- 1915年（大正4年）4月30日：社名変更により大阪高野鉄道の駅となる。
- 1922年（大正11年）9月6日：会社合併により南海鉄道の駅となる。
- 1932年（昭和7年）11月11日：難波駅 - 堺東駅間でお召し列車（電車）の運転。陸軍特別大演習に参加した昭和天皇が御講評場（堺中学校）へ向かう際に利用したもの[8]。
- 1944年（昭和19年）6月1日：会社合併により近畿日本鉄道の駅となる。
- 1947年（昭和22年）6月1日：路線譲渡により南海電気鉄道の駅となる。
- 1948年（昭和23年）11月30日：新駅舎使用開始[9]。
- 1960年（昭和35年）9月20日：貨物の取り扱いが廃止される[10]。
- 1964年（昭和39年）
  - 9月26日：改良工事が完成。跨線橋を設置、乗降場が拡幅・延長された[11]。
  - 10月3日：駅ビルの南海堺東ビル（南館）が竣工[12]。
- 1976年（昭和51年）：南海堺東ビル東館が竣工[13]。
- 1984年（昭和59年）：南海堺東ビル北館および駐車場棟が竣工[13]。北口を設置[14]。
- 2000年（平成12年）: 上下ホームにエレベーターとエスカレーターを設置。
- 2009年（平成21年）12月：北東口を開設。北口を北西口に改称。
- 2012年（平成24年）4月1日：駅ナンバリングが導入され、使用を開始[15][16]。
- 2022年（令和4年）3月28日：大阪府知事から浅香山駅 - 堺東駅付近連続立体交差事業の認可を取得[17]。
- 2030年（令和12年）度：高架工事を開始する予定[18]。2035年度まで[18]。

## 駅構造
島式2面4線のホームを持つ待避可能駅。ホーム有効長は10両分だが、上りホームは難波寄り2両分、下りホームは両端1両分ずつは柵で仕切られており、また10両停止位置も撤去されている。改札口と各ホームは跨線橋によって結ばれている。ホーム南側の跨線橋にはエスカレーター、エレベーターが設置されている。トイレも設置されている。
列車の出発時には全列車に対して出発時機合図（≒発車ベル）が鳴動する。
難波、高野山両方向に渡り線があり、高野山方から1番線・2番線への到着、ならびに1番線・2番線から難波方への出発も可能。本線の横には1973年まで検車区であった堺東車両留置場があり、電留線が数本設けられていたが2005年（平成17年）に1番線寄りの1本だけ残して撤去された。この線路は試運転列車や回送列車が運転される時に使われ、深夜1編成が入線し夜間留置されている。
当駅は、管区長が配置され、帝塚山駅 - 金剛駅の各駅を管轄している。

### のりば
| のりば | 路線   | 方向 | 行先       |
| ------ | ------ | ---- | ---------- |
| 1・2   | 高野線 | 下り | 高野山方面 |
| 3・4   | 高野線 | 上り | なんば方面 |

1、4番線が待避線で2、3番線が本線になっていて、典型的な待避駅の配線となっている。
当駅では1、4番線が各駅停車（早朝深夜の一部列車を除く）、2、3番線が主に優等列車（当駅以南各駅停車の準急行を含む）が発着し、下り泉北準急を除きほとんどの優等列車が各停と相互接続を行う。2017年8月26日ダイヤ改正では特急泉北ライナーの通過待ちを行うために1、4番線に発着する泉北準急が設定された。

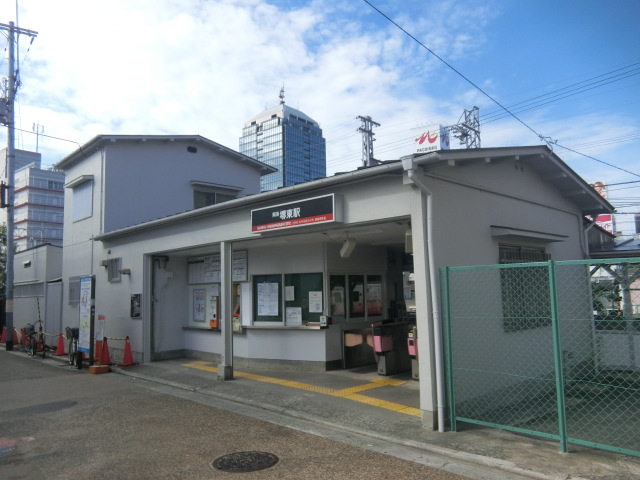
東出口
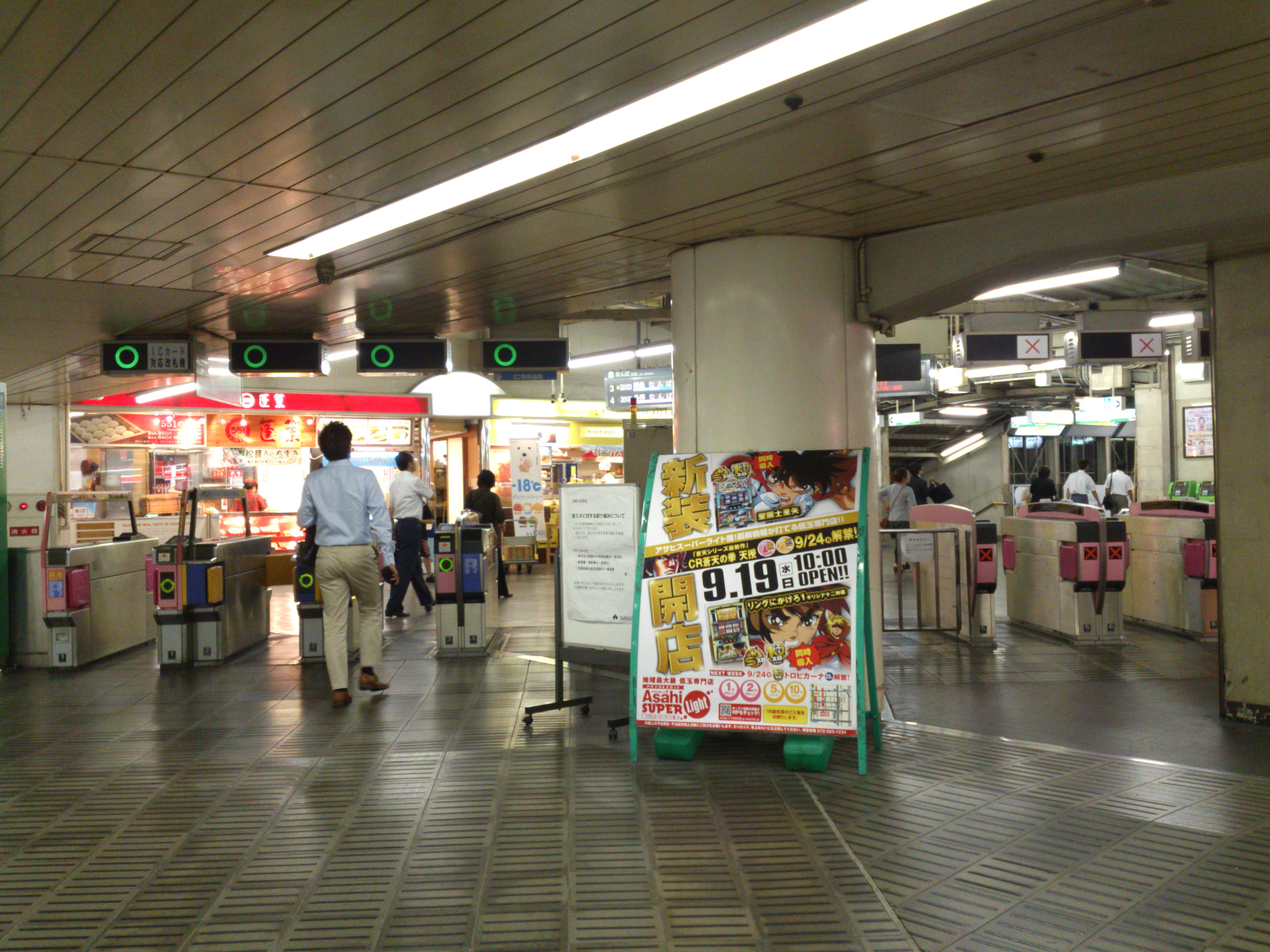
西口改札
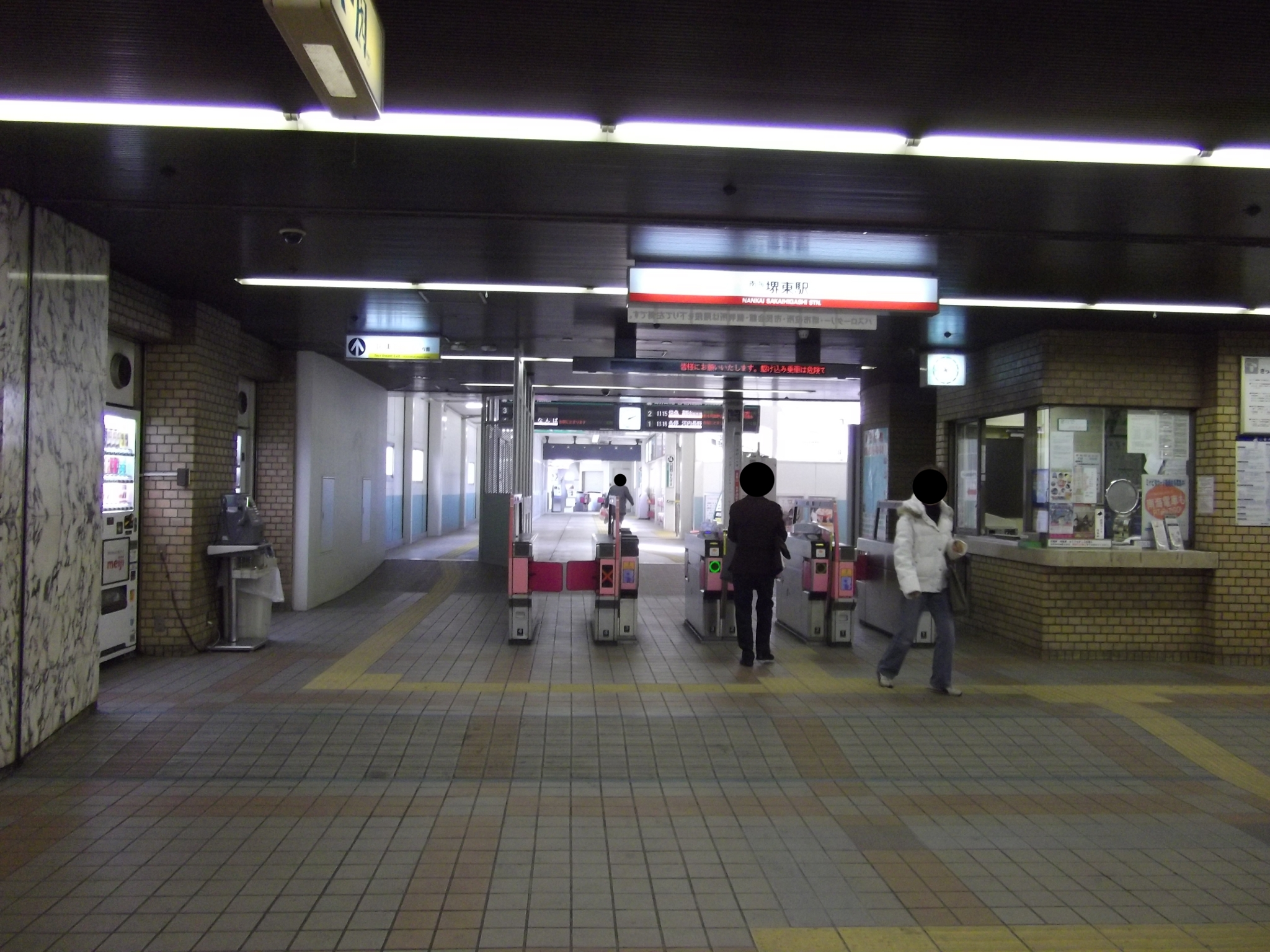
北西口改札
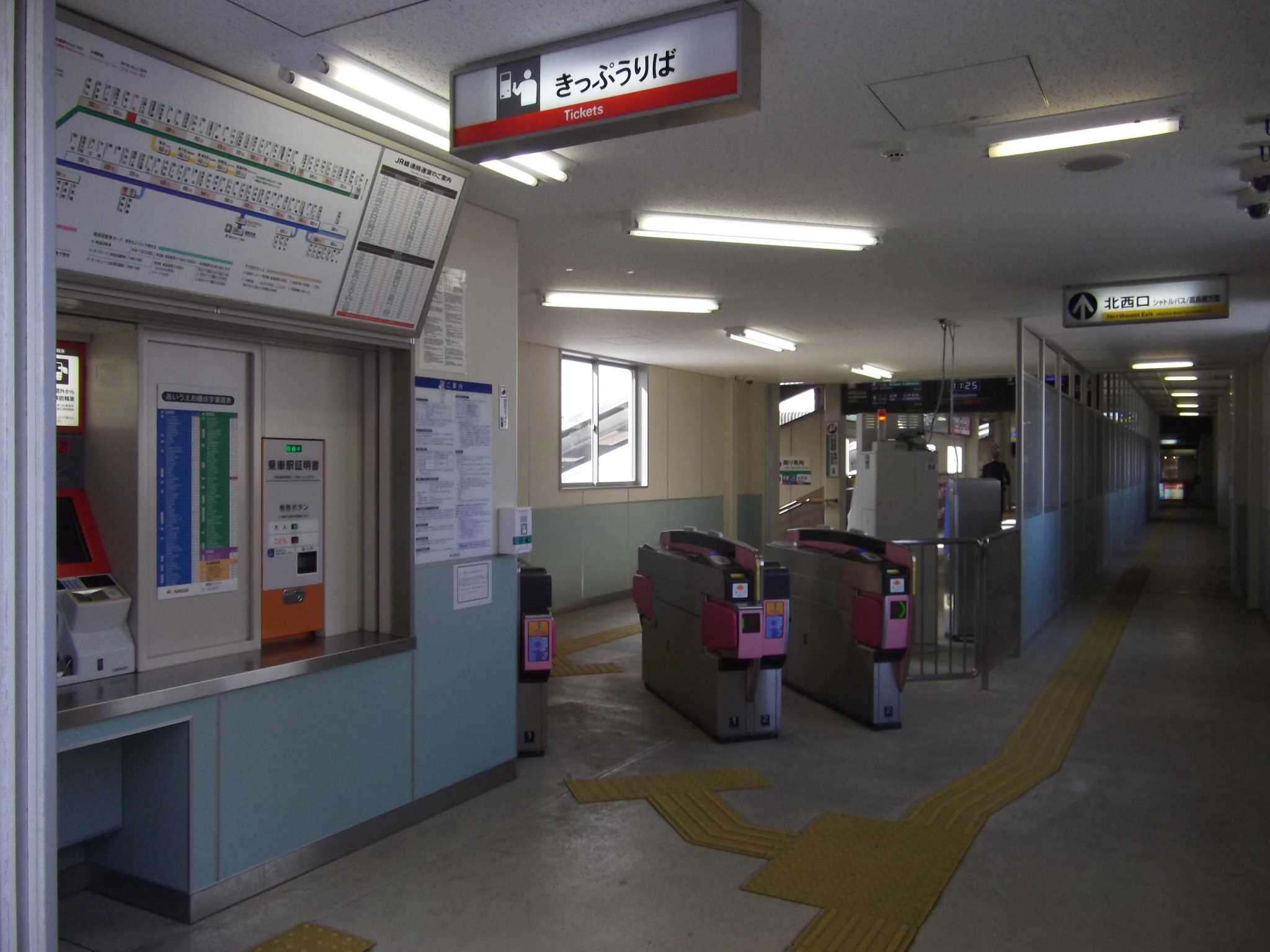
北東口改札
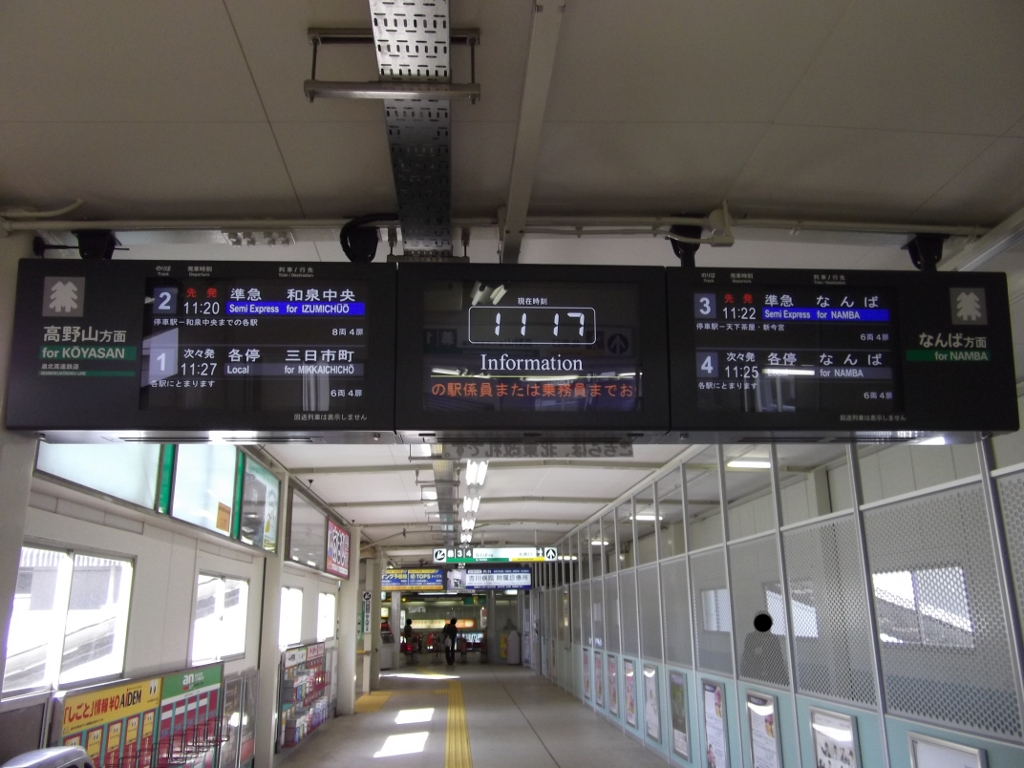
北東口の液晶型発車標
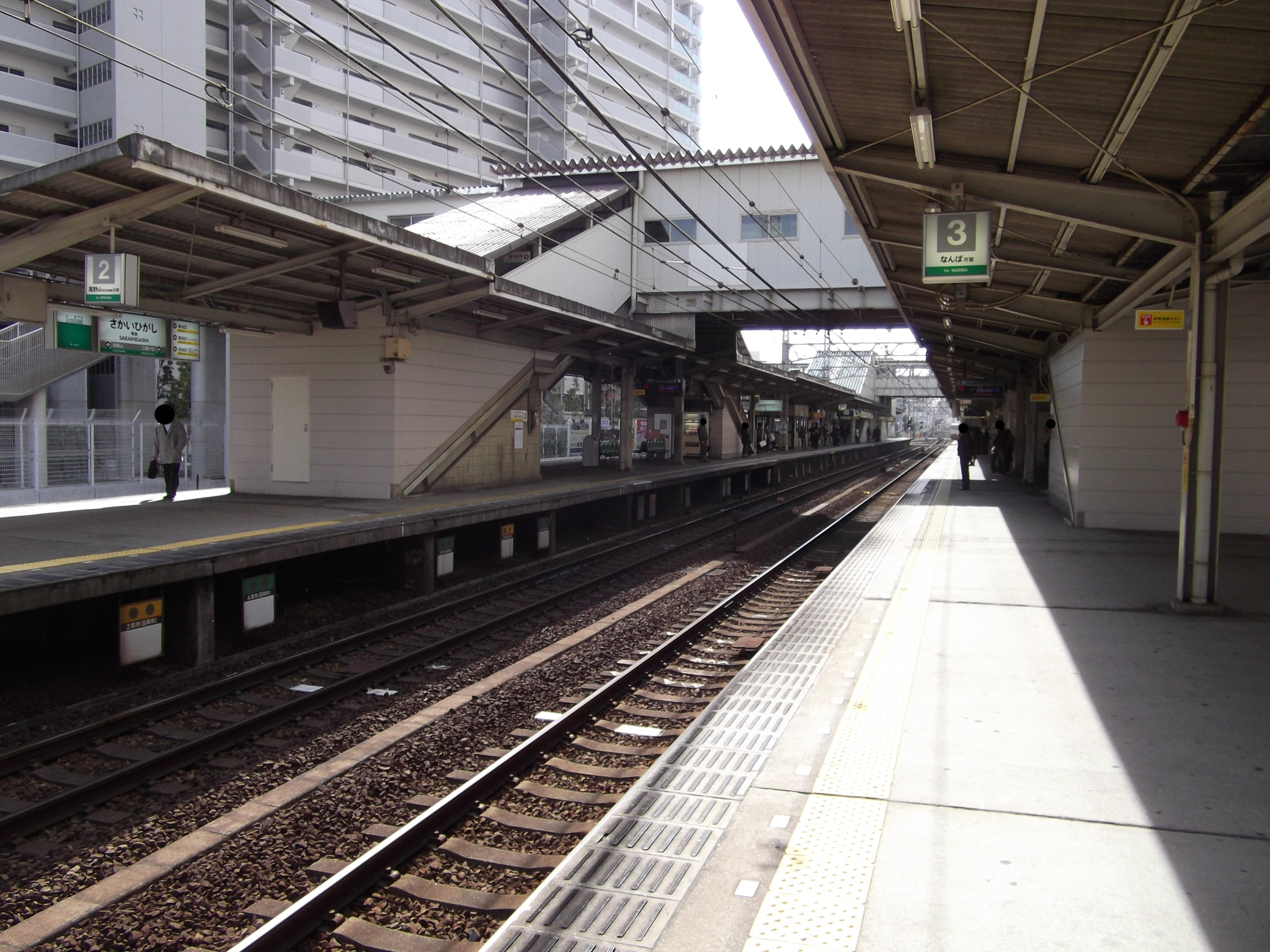
ホーム

### 改札口
以下の4箇所である。

#### 西口
南海堺東ビル南館3階に存在する。事実上の駅の表玄関で、出口近くにはバスターミナルや堺銀座商店街、市役所などがあり、2階出口からはペデストリアンデッキでジョルノに接続している。駅南側跨線橋と接続しており、バスターミナル側に階段とエスカレーター、ペデストリアンデッキ前には高島屋地下レストラン街「アップル」とも接続するエレベーターが設置されている。
改札機・券売機の数も全ての出口の中で最多であり、ICカード専用改札機も設置している。改札機横にアンスリーがあり、改札内にビアードパパの作りたて工房と蓬萊が店舗を構える。2014年12月25日に駅務室が改札機横（高島屋側）に移転。新たにオープンカウンターの窓口となり、定期券や回数券、スルっとKANSAIのフリーきっぷ等の発売を行っている。改札機上にはフルカラーLEDによる番線ごとの列車案内が存在する。2016年3月3日に耐震増強工事と合わせたリニューアル工事が完成し、大規模な駅ナカ施設が開業している。

#### 北西口
南海堺東ビル北館3階に存在する。かつては北口を名乗っていたが、北東口誕生に伴い北西口と改名。出口とは階段とエスカレーターで結ばれている。駐輪場・駐車場と最も近く、バス駐車場の最寄りでもある。駅北側跨線橋と接続しており、西口とは高島屋を通じて、北東口とは北側跨線橋を通じて連絡する。また北東口の開業に伴い北側跨線橋は一部改修され、北端側の通路は改札外連絡用となった。

#### 北東口
先述の堺東車両留置場跡地に駅直結の高層マンションと接続する、2009年（平成21年）12月より開業した最も新しい改札口。23時から6時までは閉鎖される。北側の道路とは歩行者専用の連絡通路で繋がっており、この先に新しく駐輪場が建設された。なお、この付近には更に既存の地下通路（長尾街道）が存在する。普段北東口を利用している人にとっては改札口の営業時間外は、北西口から道を北上しこの地下通路を使って東側へ行くことになる。
駅北側跨線橋と接続しており、北西口とは北側跨線橋を通じて、さらにそこから高島屋を経由して西口と連絡する。東口とは下りホームと南側跨線橋を辿ればすぐ連絡可能だが、改札を通らない場合は連絡通路で府道12号線付近に一度出たあと北三国ヶ丘町の市街地を周るか、西口まで出た後、ジョルノ横の踏切を経由するルートを通らねばならず、きわめて遠回りとなる。

#### 東口
駅の南東端に存在する、古い駅舎の改札口。駅北側の住宅地と接続する。駅南側跨線橋と接続している。なお、南寄りの踏切を渡らずに駅にたどり着くことができるため、近接する区域の住民や大阪府立三国丘高等学校の生徒が多く利用している。

## 利用状況
2023年（令和5年）度の1日平均乗降人員は54,459人である。南海の駅（100駅）では難波駅・新今宮駅・天下茶屋駅に次ぐ第4位、高野線（難波 - 極楽橋間の42駅）でも第4位であり、南海電鉄全駅中、他線への乗り換えがない単独駅および通過列車の設定がある駅としては第1位である。2007年までは難波駅・新今宮駅に次ぐ第3位だった。
1991年の最ピーク時は1日平均乗降人員が8万人を越えていたが、その後は減少傾向が続き、2004年には6万人を下回った。
各年度・年次の1日平均利用状況は下表の通り。
| 年度/年次          | 年度別   | 年度別 | 年度別 | 年次別   | 年次別   | 年次別   | 出典       | 出典          |
| 年度/年次          | 乗降人員 | 増減率 | 順位   | 乗車人員 | 降車人員 | 乗降人員 | 南海       | 大阪府        |
| ------------------ | -------- | ------ | ------ | -------- | -------- | -------- | ---------- | ------------- |
| 1990年（平成02年） |          |        |        | 41,965   | 42,148   | 84,113   |            | [ 大阪府 1 ]  |
| 1991年（平成03年） |          |        |        | 42,050   | 42,548   | 84,598   |            | [ 大阪府 2 ]  |
| 1992年（平成04年） |          |        |        | 40,416   | 41,392   | 81,808   |            | [ 大阪府 3 ]  |
| 1993年（平成05年） |          |        |        | 39,677   | 40,759   | 80,436   |            | [ 大阪府 4 ]  |
| 1994年（平成06年） |          |        |        | 38,634   | 39,987   | 78,621   |            | [ 大阪府 5 ]  |
| 1995年（平成07年） |          |        |        | 38,142   | 39,704   | 77,846   |            | [ 大阪府 6 ]  |
| 1996年（平成08年） |          |        |        | 36,585   | 38,452   | 75,037   |            | [ 大阪府 7 ]  |
| 1997年（平成09年） |          |        |        | 34,776   | 36,734   | 71,510   |            | [ 大阪府 8 ]  |
| 1998年（平成10年） |          |        |        | 33,288   | 35,700   | 68,988   |            | [ 大阪府 9 ]  |
| 1999年（平成11年） |          |        |        | 31,635   | 34,164   | 65,799   |            | [ 大阪府 10 ] |
| 2000年（平成12年） |          |        |        | 30,761   | 33,315   | 64,076   |            | [ 大阪府 11 ] |
| 2001年（平成13年） |          |        |        | 29,970   | 32,513   | 62,483   |            | [ 大阪府 12 ] |
| 2002年（平成14年） |          |        |        | 29,587   | 32,154   | 61,741   |            | [ 大阪府 13 ] |
| 2003年（平成15年） |          |        |        | 29,329   | 31,288   | 60,617   |            | [ 大阪府 14 ] |
| 2004年（平成16年） |          |        |        | 28,341   | 30,463   | 58,804   |            | [ 大阪府 15 ] |
| 2005年（平成17年） |          |        |        | 28,200   | 30,373   | 58,573   |            | [ 大阪府 16 ] |
| 2006年（平成18年） |          |        |        | 28,209   | 30,334   | 58,543   |            | [ 大阪府 17 ] |
| 2007年（平成19年） |          |        |        | 28,353   | 30,384   | 58,737   |            | [ 大阪府 18 ] |
| 2008年（平成20年） |          |        |        | 28,681   | 30,523   | 59,204   |            | [ 大阪府 19 ] |
| 2009年（平成21年） |          |        |        | 28,409   | 30,154   | 58,563   |            | [ 大阪府 20 ] |
| 2010年（平成22年） |          |        |        | 28,836   | 30,530   | 59,366   |            | [ 大阪府 21 ] |
| 2011年（平成23年） |          |        |        | 28,886   | 30,530   | 59,416   |            | [ 大阪府 22 ] |
| 2012年（平成24年） |          |        |        | 29,202   | 30,862   | 60,064   |            | [ 大阪府 23 ] |
| 2013年（平成25年） | 60,460   | 0.6%   | 4位    | 29,449   | 31,012   | 60,461   | [ 南海 1 ] | [ 大阪府 24 ] |
| 2014年（平成26年） | 59,796   | -1.1%  | 4位    | 29,118   | 30,678   | 59,796   | [ 南海 1 ] | [ 大阪府 25 ] |
| 2015年（平成27年） | 59,751   | -0.1%  | 4位    | 29,145   | 30,679   | 59,824   | [ 南海 1 ] | [ 大阪府 26 ] |
| 2016年（平成28年） | 59,769   | 0.0%   | 4位    | 29,382   | 30,388   | 59,770   | [ 南海 2 ] | [ 大阪府 27 ] |
| 2017年（平成29年） | 59,980   | 0.4%   | 4位    | 29,533   | 30,448   | 59,981   | [ 南海 3 ] | [ 大阪府 28 ] |
| 2018年（平成30年） | 59,855   | -0.2%  | 4位    | 29,560   | 30,294   | 59,854   | [ 南海 4 ] | [ 大阪府 29 ] |
| 2019年（令和元年） | 60,454   | 1.0%   | 4位    | 30,200   | 30,326   | 60,526   | [ 南海 5 ] | [ 大阪府 30 ] |
| 2020年（令和02年） | 49,429   | -18.2% | 4位    | 24,729   | 24,700   | 49,429   | [ 南海 6 ] | [ 大阪府 31 ] |
| 2021年（令和03年） | 49,980   | 1.1%   | 4位    | 25,018   | 24,962   | 49,980   | [ 南海 7 ] | [ 大阪府 32 ] |
| 2022年（令和04年） | 53,412   | 6.9％  | 4位    | 26,732   | 26,680   | 53,412   | [ 南海 8 ] | [ 大阪府 33 ] |
| 2023年（令和05年） | 54,459   | 2.0％  | 4位    |          |          |          | [ 南海 9 ] |               |

乗降者数グラフ

## 駅周辺

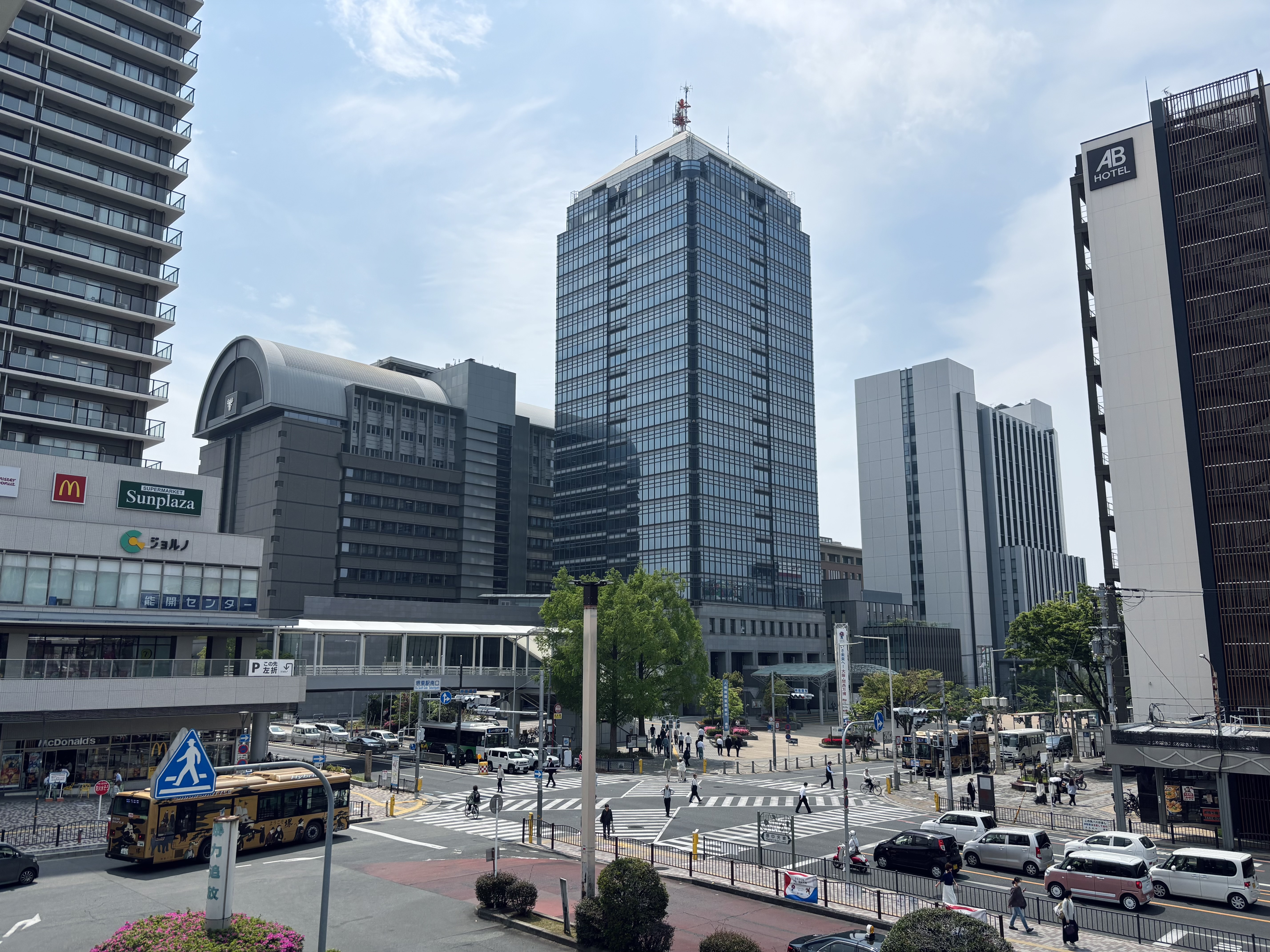
西出口から見た堺市役所周辺

駅西側を併走する大阪和泉泉南線（堺中央線）との間に駅ビルの南海堺東ビルがあり、髙島屋堺店を核テナントに銀行、証券会社、堺公共職業安定所などが入居している。南海堺東ビルの南端に西口、北寄りに北西口があり、バス・タクシーターミナルは西口から大小路東端の駅南口交差点にかけて位置する。駅付近には大手予備校や学習塾などの教育施設が多い。
大阪和泉泉南線の西側から土居川（現在は埋立。阪神高速15号堺線）にかけて、北から花田口、瓦町、新町、翁橋といった繁華街が広がっており、西口正面の駅前交差点から堺銀座商店街のアーケードが西伸する。同商店街裏には立ち飲み屋密集地帯などもあり、独特の雰囲気を醸し出している。北西口に近い花田口はやや歓楽街の色彩を帯びている。
大小路に南面する南瓦町だけは様相が異なり、堺市役所（堺区役所）、大阪地方裁判所堺支部、堺地方合同庁舎（大阪法務局堺支局、堺税務署）、堺東年金事務所、堺郵便局、堺拘置支所、堺市総合福祉会館等が立地する官公庁街を形成している。堺市編入前の向井町時代にも町役場が立地しており、1944年に環濠内の櫛屋町から市役所が移転してきた。市役所の高層化によって生じた余地は市民広場として開放され、各種イベントが行われている。官公庁街南側の新町、翁橋は歓楽街で、特に翁橋は環濠内の天神と並ぶ堺の二大歓楽街のひとつである。
西口改札階から南方向へはペデストリアンデッキが伸び、再開発ビル「ジョルノ」と繋がっている。1981年の開店時からダイエーと専門店街でテナントを構成していたが、ダイエーは2001年5月に撤退。代わりにキャップ書店などが入居していたが、2017年3月をもって全てのテナントが退去した。跡地に「プラウドタワー堺東」が建築され、その低層階は商業施設となり、2021年4月3日に再び「ジョルノ」の名前で開業した。
当駅と共に堺区の中心である堺駅周辺の再開発が行われた1980年代後半以降、当駅周辺から長崎屋、ニチイ、イズミヤ、ダイエーといった商業施設が相次いで撤退。2000年代以降、広大な工場跡地等を利用したショッピングモールが北花田、鳳、堺浜、栂・美木多、七道などに相次いで開店する中、当駅周辺の活性化が重要課題となっている。
東口は小さな駅舎があるだけで、駅前広場もない。上町台地に連なる三国ヶ丘台地の西端に位置するため、駅東側へは坂道を登る。台地上には反正天皇陵、方違神社、大阪府立三国丘高等学校などがあり、閑静な住宅街が広がっている。

### 公共機関
- 堺市役所
  - 堺区役所
  - 21階展望ロビー
- 堺市総合福祉会館
  - 堺市民活動サポートセンター
- 堺市民芸術文化ホール（フェニーチェ堺）（旧堺市民会館）
- 堺東観光案内所
- 泉北府税事務所
- 大阪地方裁判所堺支部・大阪家庭裁判所堺支部・堺簡易裁判所
- 堺地方合同庁舎
  - 大阪法務局堺支局
  - 大阪地方検察庁堺支部・堺区検察庁
  - 堺労働基準監督署
  - 堺税務署
  - 堺公共職業安定所（ハローワーク堺）
- 堺公共職業安定所（ハローワーク堺）堺東駅前庁舎（髙島屋内）
- 堺マザーズハローワーク（髙島屋内）
- さかいJOBステーション
- キッズサポートセンターさかい（髙島屋内）
  - 堺市つどい・交流のひろば
- 日本年金機構堺東年金事務所

### 商業施設
- 髙島屋堺店（2026年1月閉店予定）
  - ボーネルンドあそびのせかい
  - 丸善髙島屋堺店
  - クラフトパーク
  - ユニクロ
  - ABCマート
  - セリア
- コノミヤ堺東店

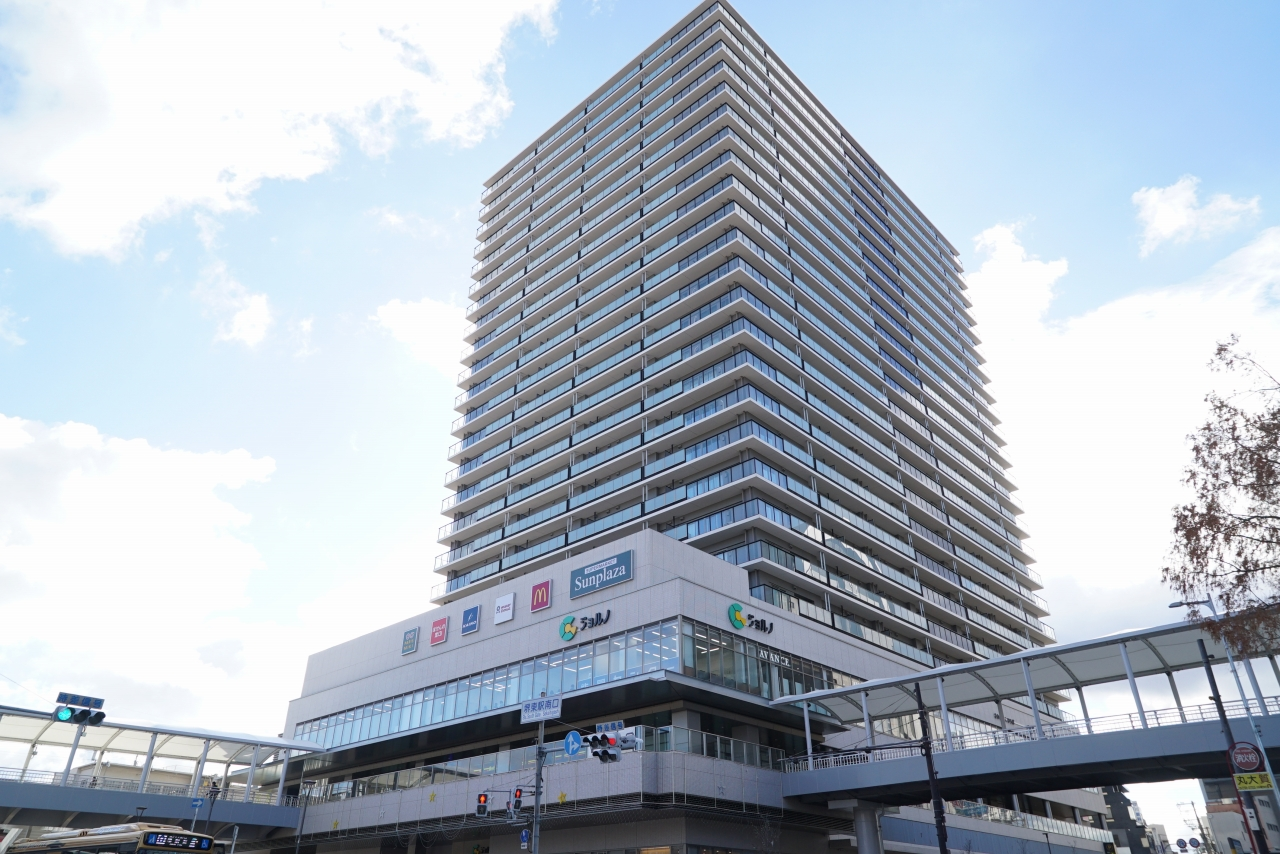
ジョルノ

- サンプラザ堺東駅前店（ジョルノビルに出店。以前は旧ジョルノビルに系列のｐａｓｔｏが出店していた）
- 堺銀座商店街・銀座北商店街・銀座西商店街・銀座南商店街
- 堺東中瓦町商店街（なかしん）
- 堺東駅前商店街
- 堺東商店街市場
- 堺一条商店会

### 金融機関
- JP 堺郵便局・JP ゆうちょ銀行堺店
- JP ゆうちょ銀行大阪支店南海堺東駅前出張所・堺市役所内出張所
- JP 堺東駅前郵便局
- みずほ銀行堺支店（和泉中央支店との共同店舗　ブランチインブランチ方式。現店舗は旧富士銀行堺支店）
- 三菱UFJ銀行堺支店（堺東支店、堺駅前支店との共同店舗。もとの堺東支店内に集約）
- 三井住友銀行堺支店（和泉支店、中もず支店との共同店舗）
- りそな銀行堺東支店
- 三井住友信託銀行堺支店
- 池田泉州銀行堺支店（旧泉州店舗）
- 新生銀行堺東コンサルティングスポット
- 紀陽銀行南海堺東駅ATMコーナー
- 近畿労働金庫堺支店
- 大阪信用金庫堺東支店
- 野村證券堺支店
- 大和証券堺支店
- SMBC日興証券堺支店
- みずほ証券堺支店
- 三菱UFJモルガン・スタンレー証券堺東支店

### 教育機関
- 大阪府立三国丘高等学校
- 大阪府立泉陽高等学校
- 堺市立殿馬場中学校
- 堺市立熊野小学校
- 堺市立榎小学校
- 堺市立三国丘小学校
- 桂make-upデザイン専門学校
- 駿台（現役フロンティア）堺東校
- 河合塾（マナビス、現役生教室）堺東校
- 代ゼミサテライン堺東教室
- 東進衛星予備校堺東駅前校
- 希学園堺東教室
- 浜学園 堺東教室
- 日能研堺東校
- 能開センター堺東校
- 馬渕教室堺東校
- SUR合格指導会堺東校（髙島屋内）
- ファロス個別指導学院堺東教室（髙島屋内）
- 武田塾堺東校

### 医療機関
- 三国丘病院
- 大阪府結核予防会堺高島屋内診療所
- 堺東献血ルーム

### その他
- 反正天皇陵
- 方違神社
- 興覚寺
- 紅谷庵
- 境王子跡
- 天王貯水池
- 土居川公園
- 大衆演劇「羅い舞座」
- 堺少女歌劇団（専用レッスン場）
- 大阪交響楽団事務局
- 大阪いずみ市民生活協同組合本部
- シマノ自転車博物館

## バス路線
駅西口の南にロータリーがあるほか、周辺の道路上にもバス停がある。南海バスの堺市内バス路線の中心地となっており、多方面への路線が運行されている。停留所名は基本的に「堺東駅前」。
南海グループや平成エンタープライズの高速バスも運行されている。
かつては近鉄バスや大阪市営バス（現在の大阪シティバス）が乗り入れていた時代もある。

### 南海バス
ロータリー内に1 - 11番のりばが、ロータリー北の府道30号沿いに12番のりばが、ロータリー西側の大小路沿いに13 - 17番のりばが存在する。かつては0番のりばが高島屋前に存在していたが、2014年9月1日に廃止された。
| のりば | 担当   | 路線名         | 系統・行先                         | 備考                                                                          |
| ------ | ------ | -------------- | ---------------------------------- | ----------------------------------------------------------------------------- |
| 1      | 堺     | 堺・大小路線   | 0系統：堺駅前                      | 「堺シャトルバス」。このあと、17番のりばにも停車する                          |
| 2      | 東山   | 田園線         | 140系統：あみだ池                  |                                                                               |
| 2      | 東山   | 堺東・鳳西町線 | 113系統：鳳西町南                  | 日中のみ運行                                                                  |
| 3      | 堺     | 堺南港線       | 41系統：ATC                        | 平日夕方のみ運行                                                              |
| 3      | 堺     | 堺南港線       | 41V系統：ATC                       | 平日夕方2本のみ運行。フェリーターミナル経由                                   |
| 3      | 堺     | 堺南港線       | 42系統：ATC・コスモタワー方面      | 朝のみ運行                                                                    |
| 3      | 堺     | 堺南港線       | 42V系統：ATC・コスモタワー方面     | 朝2本のみ運行。復路でフェリーターミナル経由                                   |
| 3      | 堺     | 堺南港線       | 43系統：ATC・海遊館（天保山）方面  |                                                                               |
| 3      | 堺     | 堺南港線       | 43V系統：ATC・海遊館（天保山）方面 | 本数わずか。フェリーターミナル経由                                            |
| 4      | 堺     | 河内天美線     | 9系統：河内天美駅前                |                                                                               |
| 5      | 堺     | 北循環線       | 16系統：堺駅西口                   | 北循環、松屋大和川通経由。朝夕のみ                                            |
| 5      | 堺     | 北循環線       | 16C系統：八幡町                    | 始発便のみ                                                                    |
| 5      | 堺     | 北循環線       | 17系統：堺駅西口                   | 北循環、堺東駅北口（当駅前12番のりば）・海山通四丁経由                        |
| 5      | 堺     | Jグリーン堺線  | 70系統：Jグリーン堺クラブハウス前  | 土休日に少数運行。堺駅西口のみ停車                                            |
| 5      | 堺     | Jグリーン堺線  | 78系統：堺浜北                     | 平日朝3本のみ運行。急行便                                                     |
| 6      | 堺     | 堺東住之江線   | 61系統：地下鉄住之江公園駅前       | 日中のみ運行                                                                  |
| 7      | 堺     | 堺匠町線       | 81系統：匠町                       | 平日朝4本のみ運行。堺駅西口経由                                               |
| 7      | 堺     | 堺匠町線       | 81L系統：海浜匠町                  | 堺駅西口経由                                                                  |
| 7      | 堺     | 堺匠町線       | 85系統：匠町                       | 朝夕のみ運行。堺駅西口は経由しない                                            |
| 7      | 堺     | 堺匠町線       | 85L系統：海浜匠町                  | 土休日4本のみ運行。堺駅西口は経由しない                                       |
| 8      | 堺     | 金岡線         | 15・15V系統：白鷺駅前              | 系統により経由地が若干異なる                                                  |
| 9      | 堺     | 堺東・鳳線     | 1系統：鳳駅                        | 本数わずか                                                                    |
| 9      | 堺     | 堺東・鳳線     | 1C系統：緑ヶ丘                     | 平日朝5本のみ運行。東山管轄便あり                                             |
| 9      | 光明池 | 美木多線       | 306系統：国分峠東                  |                                                                               |
| 9      | 光明池 | 美木多線       | 307系統：栂･美木多駅               |                                                                               |
| 9      | 光明池 | 堺東・光明池線 | 308系統：光明池駅                  |                                                                               |
| 10     | 東山   | 堺東・泉ヶ丘線 | 102系統：泉ヶ丘駅                  |                                                                               |
| 10     | 東山   | 堺東・泉ヶ丘線 | 103系統：東山車庫前                |                                                                               |
| 11     | 東山   | 津久野線       | 118系統：堀上緑町一丁方面          |                                                                               |
| 11     | 東山   | 津久野線       | 118C系統：堀上緑町一丁方面         | 夜のみ運行。2回目の津久野駅前または堀上緑町一丁（土休日のみ）で運転を打ち切る |
| 13     | 堺     | 南循環線       | 21系統：堺駅前                     | 南循環右回り                                                                  |
| 14     | 堺     | 布忍線         | 23系統：堺駅前                     | 安井町経由                                                                    |
| 15     | 堺     | 布忍線         | 23系統：河内松原駅前               |                                                                               |
| 15     | 堺     | 布忍線         | 25系統：河内松原駅前               | 当停留所始発                                                                  |
| 15     | 堺     | 布忍線         | 25C系統：南花田町                  | 最終便のみ                                                                    |
| 15     | 堺     | 堺匠町線       | 81系統：阪和堺市駅前               |                                                                               |
| 16     | 堺     | 南循環線       | 21系統：堺駅南口                   | 南循環左回り                                                                  |

#### 高速バス
6番のりばから発車。
- 堺・なんば・京都⇔柏崎・長岡（越後交通と共同運行）
- 「サウスウェーブ号」和歌山・堺⇔横浜・上野・TDL・海浜幕張駅（和歌山バス・京成バス千葉イーストと共同運行）

#### 急行バス
13番のりばから発車。
- 深夜急行バス：和泉府中駅前

### その他
堺東バスのりば（堺税務署前）より平成エンタープライズの路線が発着。
- VIPライナー：横浜駅・東京駅・新木場駅・バスタ新宿・王子駅・大宮駅

## 隣の駅
南海電気鉄道
 高野線
- ■特急「こうや」「りんかん」停車駅

■快速急行・■急行・■区間急行（下記以外の列車）
天下茶屋駅 (NK05) - 堺東駅 (NK56)  - 北野田駅 (NK63)
■区間急行（泉北線直通の列車）
天下茶屋駅 (NK05) - 堺東駅 (NK56) - 深井駅 (NK88)（泉北線）
■準急（当駅から三国ヶ丘方の各駅に停車）
天下茶屋駅 (NK05) - 堺東駅 (NK56) - 三国ヶ丘駅 (NK57)
■各停
浅香山駅 (NK55) - 堺東駅 (NK56) - 三国ヶ丘駅 (NK57)
- 括弧内番号は駅番号を示す。

### 記事本文